# یواس‌اس لیدر (پی‌وای‌سی-۴۲)
یواس‌اس لیدر (پی‌وای‌سی-۴۲) (به انگلیسی: USS Leader (PYc-42)) یک کشتی بود که طول آن ۱۱۷ فوت (۳۶ متر) بود. این کشتی در سال ۱۹۲۷ ساخته شد.